# NGC 4310
NGC 4310 (ook: NGC 4338) is een lensvormig sterrenstelsel in het sterrenbeeld Maagd. Het hemelobject werd op 11 april 1785 ontdekt door de Duits-Britse astronoom William Herschel.

## Synoniemen
- UGC 7440
- MCG 5-29-74
- ZWG 158.92
- IRAS 12199+2929
- PGC 40086